# Arrigo Sacchi
Arigo Sacchi, född 1 april 1946 i Fusigano, Italien, är en italiensk före detta fotbollstränare. Han har bland annat varit tränare för AC Milan och förbundskapten för det italienska landslaget. Han har även arbetat som sportchef hos Real Madrid.

## Biografi
Arrigo Sacchi spelade själv aldrig fotboll på professionell nivå. I tonåren inledde han en kort och misslyckad amatörkarriär i de lägre italienska seriesystemen, vilket blev hans enda egna spelarerfarenhet. Istället satsade han på en karriär som tränare och blev under mitten av 1980-talet mycket framgångsrik. Hans tränarmetoder, som bland annat innefattade extrem disciplin och långa stenhårda träningspass, var kontroversiella och ständigt ifrågasatta men gav resultat.
Efter ett par framgångsrika säsonger som tränare för AC Parma, som han ledde till seger i både Serie C och Serie B och därmed lade grunden till det som skulle bli klubbens storhetstid på 1990-talet, intresserade sig AC Milans då nytillträdde ordförande Silvio Berlusconi för Arrigo Sacchi, sedan Parma besegrat och slagit ut AC Milan i Coppa Italia. Sacchi värvades till klubben som ny huvudtränare och skrev 1987 på ett ettårskontrakt för klubben. Trots en ojämn start blev detta inledningen på en av de mest framgångsrika perioderna i AC Milans historia. Under ledning av Sacchi vann AC Milan Scudetton säsongen 1987-88 och slutade aldrig sämre än trea i tabellen, man hade även stora framgångar i Europa, där man också vann flera titlar. Hans tid i klubben skulle dock komma att bli kort, 1991 lämnade han Milan sedan han alltmer kommit på kant med både klubbledningen och den italienska pressen.
Hans resultat och framgångar talade dock för sig själva och jobberbjudandena lät inte vänta på sig. 1991 erbjöds han jobbet som förbundskapten för det italienska landslaget, även här nådde han stora framgångar. Sacchi ledde Italien till final i VM 1994 i USA där det dock blev förlust mot Brasilien efter att Roberto Baggio missat den avgörande straffen. Efter EM 1996, där Italien gjorde en av sina sämsta turneringar någonsin, lämnade Sacchi landslaget och återvände för en kort tid till AC Milan och sedan vidare till Spanien. Men han lyckades dock aldrig återuppnå samma framgångar som under början av sin karriär och 2001 drog han sig slutgiltigt tillbaka från tränarjobbet efter bara 16 år i branschen. Han kom dock att under några år arbeta som sportchef i den spanska storklubben Real Madrid innan han slutgiltigt lämnade även det jobbet 2005.
Arrigo Sacchi lever idag ett tillbakadraget pensionärsliv i Italien, och trots att hans tränarkarriär blev relativt kort anses han idag som en av de främsta italienska fotbollstränarna någonsin.